# Джузеппе Гарибальди (авианосец)
«Джузеппе Гарибальди» — (итал. Giuseppe Garibaldi (551)) — итальянский авианосец, бывший флагман итальянского флота (до вступления в строй авианосца «Кавур»). Назван в честь итальянского полководца Джузеппе Гарибальди.

## Строительство и служба
После Второй мировой войны Италии было запрещено иметь свои собственные авианосцы из-за чего «Джузеппе Гарибальди» получил класс авианесущий крейсер (итал. Incrociatore portaeromobili).
Постройка начата в марте 1981 года, спущен на воду в 1983 году, введён в состав флота в 1985 году.
Изначально на корабле базировались только итальянские вертолёты «Аугуста». Но корабль мог принимать самолёты, так, во время учений НАТО на палубу приземлялись самолёты «Харриер» союзников. После отмены ограничений в 1989 году «Джузеппе Гарибальди» получил свои собственные штурмовики «Харриер». Максимум авианосец может нести 16 самолётов или 18 вертолётов.
Во время службы авианосец постоянно модернизировался, на нём неоднократно заменялись различные артиллерийские, торпедные и ракетные системы.
1 октября 2024 года корабль был снят с вооружения и исключён из боевого состава флота.

## Другие суда с таким названием
Авианосец «Джузеппе Гарибальди» — четвёртое судно Италии с таким названием, другие суда:
- Фрегат (1861);
- Броненосный крейсер (1901);
- Лёгкий крейсер Джузеппе Гарибальди (1936).

## Галерея

Схема палубы.
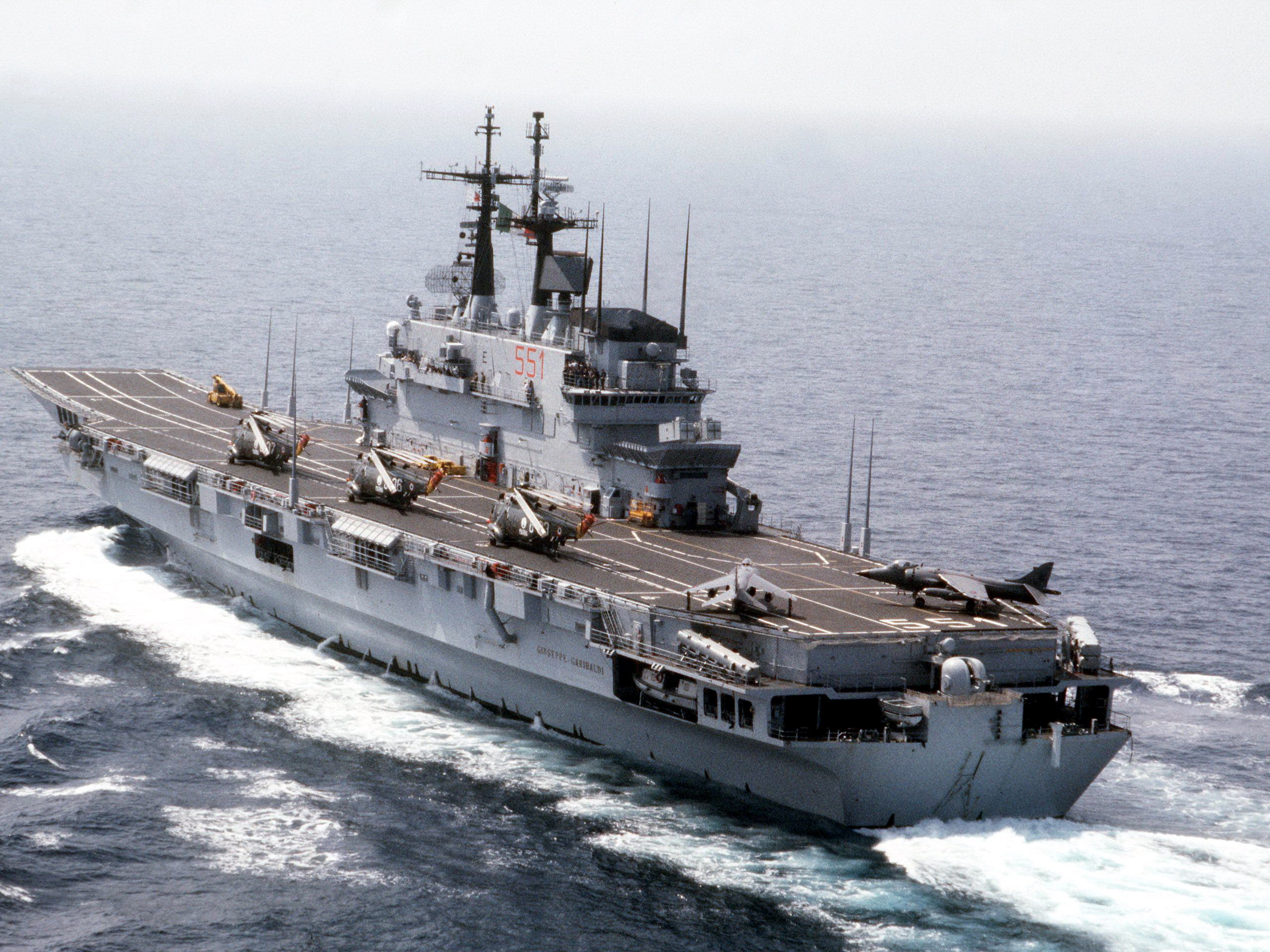
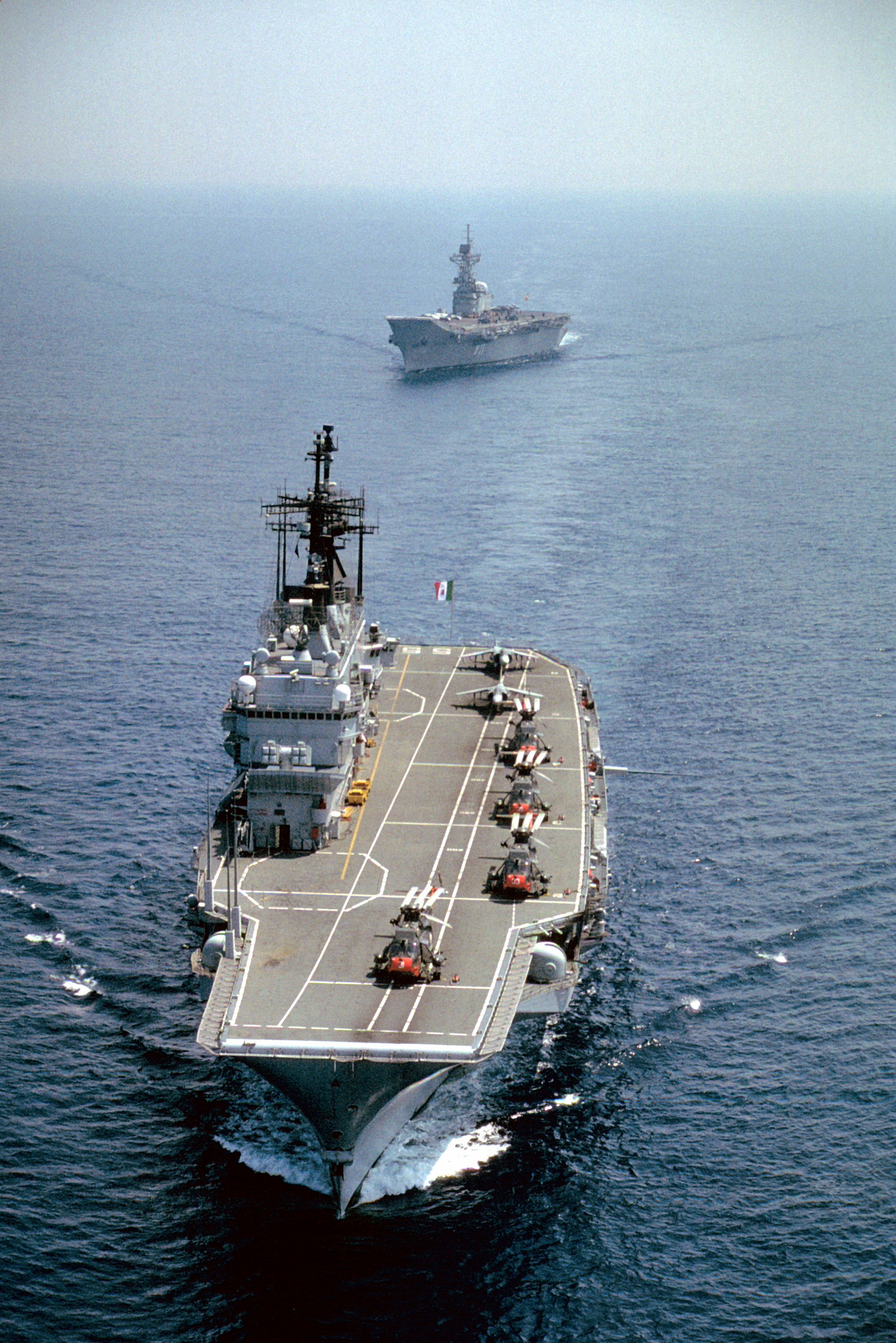